# Plectrocnemia dissecta
Plectrocnemia dissecta is een fossiele soort schietmot uit de familie Polycentropodidae.